# George Grenville
George Grenville (14 de octubre de 1712-13 de noviembre de 1770) fue un político británico del partido Whig (antiguo Partido Liberal del Reino Unido) que ejerció como primer ministro de Gran Bretaña entre 1763 y 1765.
Grenville fue el segundo hijo de Richard Grenville y Hester Temple (primera condesa de Temple). Nacido en una familia de gran influencia política, en la que sus cinco hermanos varones fueron miembros del Parlamento Británico y su hermana Hester, contraería matrimonio con William Pitt (el Viejo), que fue primer ministro británico. Grenville se educó primero en el Colegio Eton y más tarde estudió en el Christ Church, de la Universidad de Oxford.

## Carrera política
Accedió al Parlamento en 1741 por el distrito de Buckingham, condado al que siguió representando durante los siguientes veintinueve años, hasta su muerte en 1770.
En diciembre de 1744 fue nombrado Lord del Almirantazgo en la administración del primer ministro, Henry Pelham. En junio de 1747 Grenville asumió el cargo de Lord del Tesoro (Lord of the Treasury) y en 1754, el de Tesorero de la Armada.
Como Tesorero de la Armada, en 1758 implantó un sistema más justo de salarios de los marineros. Permaneció en el cargo hasta 1761, cuando William Pitt (el Viejo) (por entonces nombrado conde de Chatham) renunció a su cargo de primer ministro por la cuestión de la Guerra anglo-española (1761–1763). En la posterior administración de John Stuart (conde de Bute) ejerció el cargo de líder de la Cámara de los Comunes. En mayo de 1762 fue nombrado Secretario de Estado del Departamento del Norte, en octubre de 1762 Primer Lord del Almirantazgo, y en abril de 1763 First Lord of the Treasury (Primer Lord del Tesoro y primer ministro) y Chancellor of the Exchequer (Ministro de Hacienda).

## Su labor en el gobierno
Durante su mandato no mantuvo buenas relaciones con el rey Jorge III, que trataba de elegir a los que habían de ejecutar su política y no tener que ceder sitemáticamente ante el Parlamento y además tenía que contemplar la gran influencia que mantenía su predecesor Lord Bute sobre el rey. Sus medidas más destacadas fueron la persecución y demanda contra el miembro del parlamento John Wilkes por difamación contra el rey, lo que lo convirtió en el objeto de las críticas de una buena parte del pueblo que lo veían como una amenaza para libertades de los ciudadanos, intentó recuperar popularidad mediante una reducción de impuestos dentro de Inglaterra, incrementando a cambio la presión fiscal sobre la colonias americanas y así apoyó la aprobación de la Ley del Timbre (Stamp act) de 1765, que creó un caldo de cultivo proclive para la rebelión de las colonias contra Gran Bretaña. En julio de 1765 El rey trató sin éxito de conseguir que Pitt volviera al poder, nombrando finalmente a Charles Watson-Wentworth, Lord Rockingham como primer ministro.

## Matrimonio y descendencia
En 1749 Grenville se casó con Elizabeth Wyndham hija de Sir William Wyndham, con quien tuvo nueve hijos de los que dos murieron en edad temprana:
- Charlotte Grenville (1754-1830), casada con Sir Watkin Williams-Wynn.
- George Nugent-Temple-Grenville, 1.ª marquesa de Buckingham y padre del primer duque de Buckingham y Chandos.
- Thomas Grenville, miembro del parlamento y coleccionista de libros.
- Elizabeth Grenville (1756-1842), casada con el 1.º conde de Carysfort.
- William Wyndham Grenville, 1.er barón Grenville, se convertiría en primer ministro del Reino Unido.
- Catherine Grenville (1761-1796), casada con Richard Griffin, 2º Barón Braybrooke.
- Hester Grenville casada con el primer conde Fortescue.